# Karbinci
Karbinci (en macédonien : Карбинци ) est une commune de l'est de la Macédoine du Nord. Elle comptait 3 420 habitants en 2021 et s'étend sur 229,7 km2.
Son territoire est limitrophe de ceux des communes de Probištip, Češinovo-Obleševo, Zrnovci, Radoviš et Štip.
La commune possède le site archéologique de Bargala, une ancienne ville de l'Antiquité, ainsi que l'église Saint-Georges de Kozjak, l'une des plus vieilles du pays.

## Géographie
La commune se trouve à cheval sur deux ensembles géographiques distincts, la vallée de la Bregalnica et la chaîne de la Plačkovica.

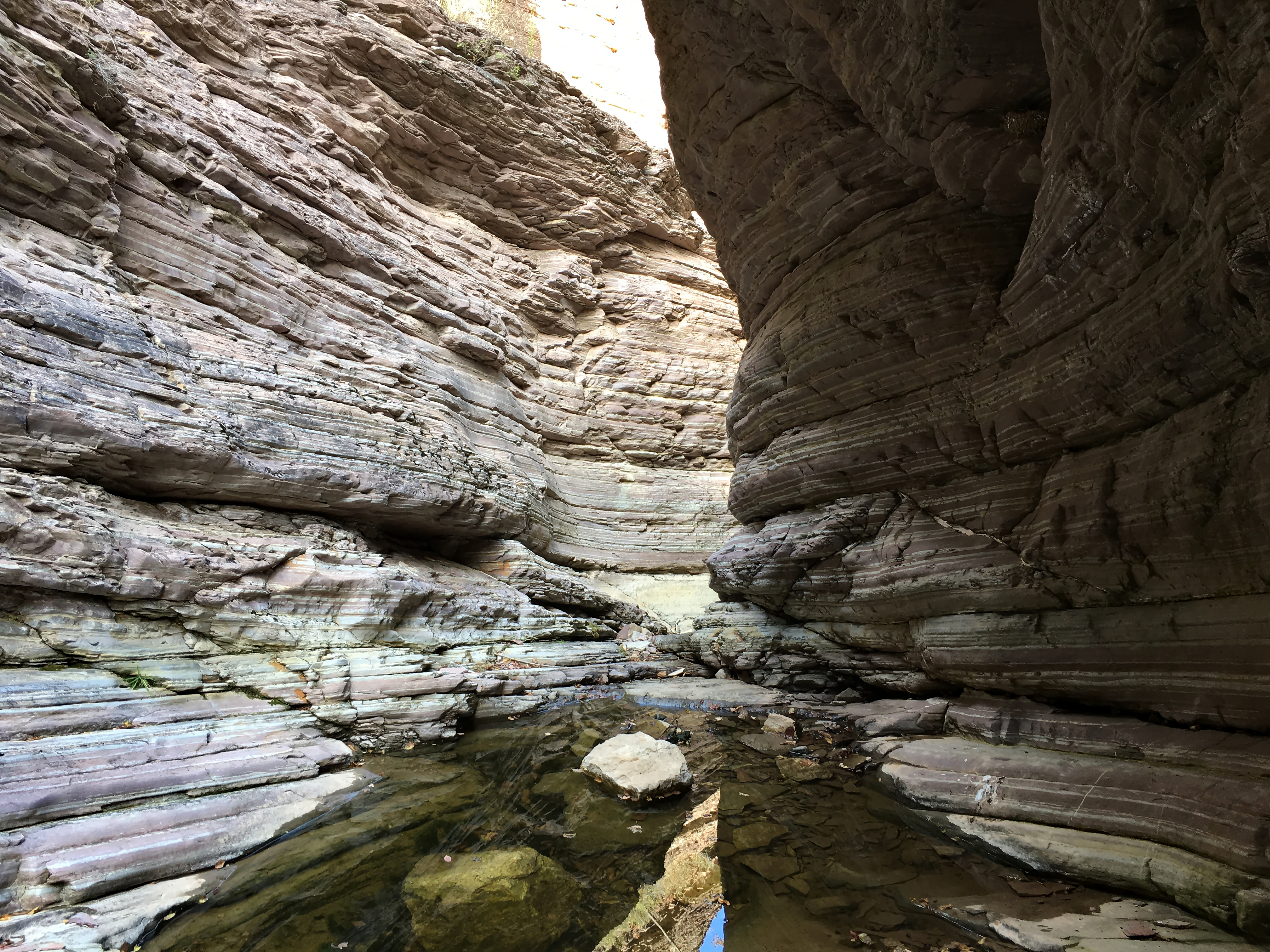
à Karbinci.

### Localités de la commune de Karbinci
En plus de son chef-lieu, Karbinci, la commune compte 29 localités :
- Argoulitsa
- Batanyé
- Vrtechka
- Golem Gaber
- Gorni Balvan
- Gorno Trogertsi
- Dolni Balvan
- Dolno Trogertsi
- Ebepliya
- Younouzliya
- Kalaouzliya
- Kepektcheliya
- Kozyak
- Kroupitchté
- Kourfaliya
- Koutchilat
- Koutchitsa
- Mal Gaber
- Mitchak
- Mouratliya
- Nov Karaorman
- Odjaliya
- Pipetchani
- Prnaliya
- Radanyé
- Roulyak
- Tarintsi
- Tsrvoulevo

## Démographie
Lors du recensement de 2002, la commune comptait :
- Macédoniens : 3 219 (79,76 %)
- Turcs : 716 (18,15 %)
- Valaques : 49 (1,34 %)
- Serbes : 11 (0,30 %)
- Roms : 2 (0,05 %)
- Autres : 15 (0,40 %)